# 高坂宿
高坂宿（たかさかじゅく）は、川越児玉往還（川越道）と日光脇往還（日光街道）にあった宿場。現在の埼玉県東松山市南部の大字高坂（高坂駅東口周辺）が該当する。

## 概要
南北に宿場が広がっており、高坂壱番町から七番町まで存在していた。なお、この町名は現在の住所表記では存在しないが(小字として登記上は存在する)、国道407号に「高坂4丁目」（高坂四番町）という交差点がある。
一番北端が壱番町で、ここに日光脇往還へ分岐する十字路があり、道しるべが現存する。この道しるべには、南側に「八王子道」と書かれており、南が八王子へ向かう日光脇往還であることを示している。「右 日光（よしみいわどの）道」「左 ちちぶ（ひきいわどの）道」とかかれており、ここの細い道へ右折すると、都幾川の高坂の渡しを渡り松山宿に至る日光脇往還である事を示している。この「いわどの」とは吉見観音（安楽寺）の事である。左折は岩殿観音（正法寺）を経由して秩父へ向かう道である事を示している。
高坂駅東口周辺は参番町に該当し、もっとも南側は高坂七番町であった。さらに南下すると越辺川を越える島田の渡しを経由して石井宿（坂戸市）に至る。日光脇往還は、島田の渡しで分岐して坂戸宿に向かっていた。

## 歴史
戦国時代に豪族であった高坂氏（高坂刑部太輔）がこの地に高坂館を建設し、その周辺にできた街が高坂宿である。高坂の地名の由来でもある。この館は高坂宿の北端、現在高済寺となっている一帯で、江戸時代前期に、徳川家康に従ってこの地で1万石で高坂藩を立藩した加賀爪直澄の居館ともなった。
江戸時代には、幕府により五街道と脇往還の宿場整備に伴い、川越児玉往還の馬継場として大規模に整備された。後年には日光脇往還も整備され、江戸時代から明治時代には特に賑わいを見せたが、東武東上線が開業すると次第に宿場としての機能は無くなっていき、現在ではほとんどが民家となってしまっている。
1987年には、高坂駅西口区画整理事業により高坂駅に西口が開設され、西口がにぎやかになる一方、旧高坂宿を含めた東口一帯は年々寂れつつある。埼玉県内の宿場の中でも宿場らしい遺構が残っているが、1995年頃から始まった高坂駅東口第一地区区画整理事業で旧高坂宿の全域が区画整理事業地内になり、今後変わっていくものと思われる。

## 高坂の渡し場
都幾川には高坂の渡しがあり、明治時代まで船で往来していた。旧国道407号の東松山橋（現在は東松山市道第80号線）は昭和40年代に架けられたもので、高坂の渡しがあった場所には国道407号旧道（以前は主要地方道）の冠水橋が平成はじめまで残っていたが、都幾川の流路改良により消滅している。ちなみに現在、高坂から都幾川リバーサイドパークに向かう道路が旧国道407号の跡で、河川敷に降りる道路の割に1.5〜2車線の道路幅があるのがそのためである。都幾川の先は野本小学校のそば（農村センター交差点）を通り、若松町交差点に至る2車線幅の市道が旧道である。
なお、この高坂の渡し場の手前には、水路に架けられた石橋があり、江戸時代からの姿のまま残されている。この石橋のそばには、橋がいつまでも利用できることや通行人の安全を願って供養塔が建てられており、この石橋が架けられた真髄がわかる。

## 最寄り駅
- 東武鉄道東上本線 高坂駅

## 史跡・みどころ
- 高坂館（高坂城）

## 隣の宿
川越児玉往還
石井宿 - 高坂宿 - 菅谷宿
日光脇往還
坂戸宿 - 高坂宿 - 松山宿